# Bentley Azure

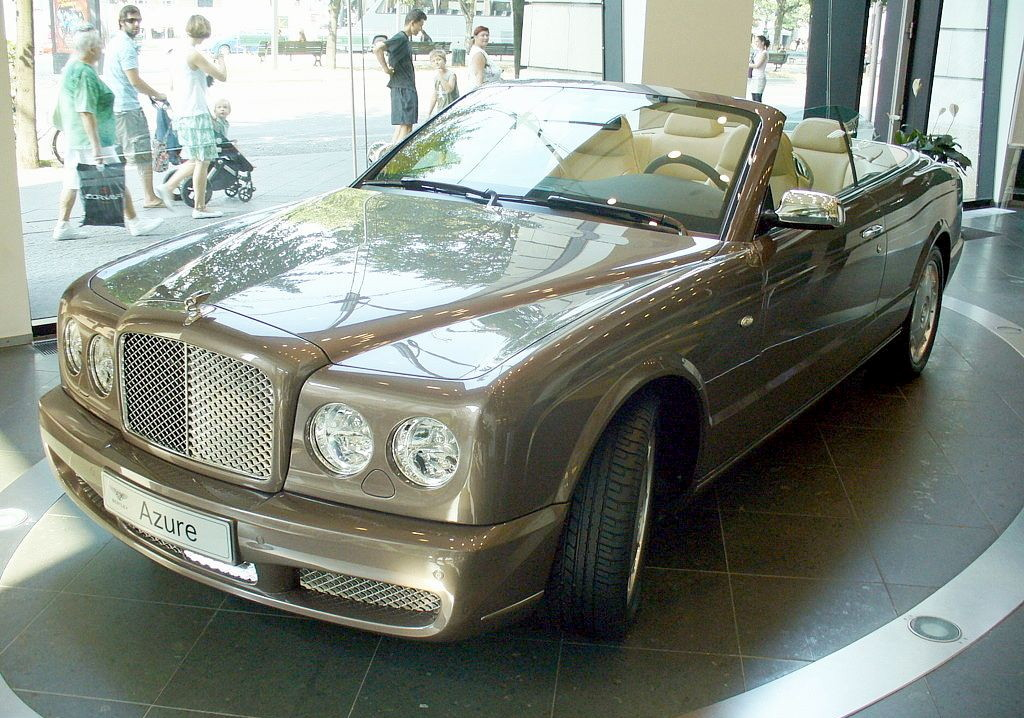
Bentley Azure de 2007

El Bentley Azure és un automòbil gran turisme descapotable fabricat per la marca anglesa Bentley. És un descapotable de dues portes i quatre places, amb motor davanter longitudinal, tracció posterior i caixa de canvis de quatre marxes.

## Primera generació (1995 - 2003)
L'Azure de primera generació és bàsicament la versió descapotable del Bentley Continental R, que és un cupè. Pininfarina va dissenyar i va construir la capota elèctrica del Azure.
Està equipat amb un motor gasolina V8 de 6,75 litres de cilindrada, potenciat per un turbocompressor Garrett i un intercooler, que genera una potència màxima de 400 CV (298 kW) i 645 lbf · ft (874 Nm) de parell motor. L'Azure accelera de 0 a 60 mph (97 km / h) en 6,1 segons.

## Segona generació (des del 2006)
La segona generació del Azure està emparentada amb el Bentley Arnage, que és un sedan de quatre portes. Posseeix un motor gasolina V8 turboalimentat de 6.8 litres de cilindrada i 455 CV de potència màxima. La seva acceleració de 0 a 60 mph és de 5,6 segons; segons el Departament d'Energia dels Estats Units, el Azure és l'automòbil de la seva categoria amb pitjor consum de combustible